# Бичурино (Пермский край)
Бичурино (баш. Бисер) — село в Бардымском районе Пермского края на реке Барда. Административный центр Бичуринского сельского поселения.

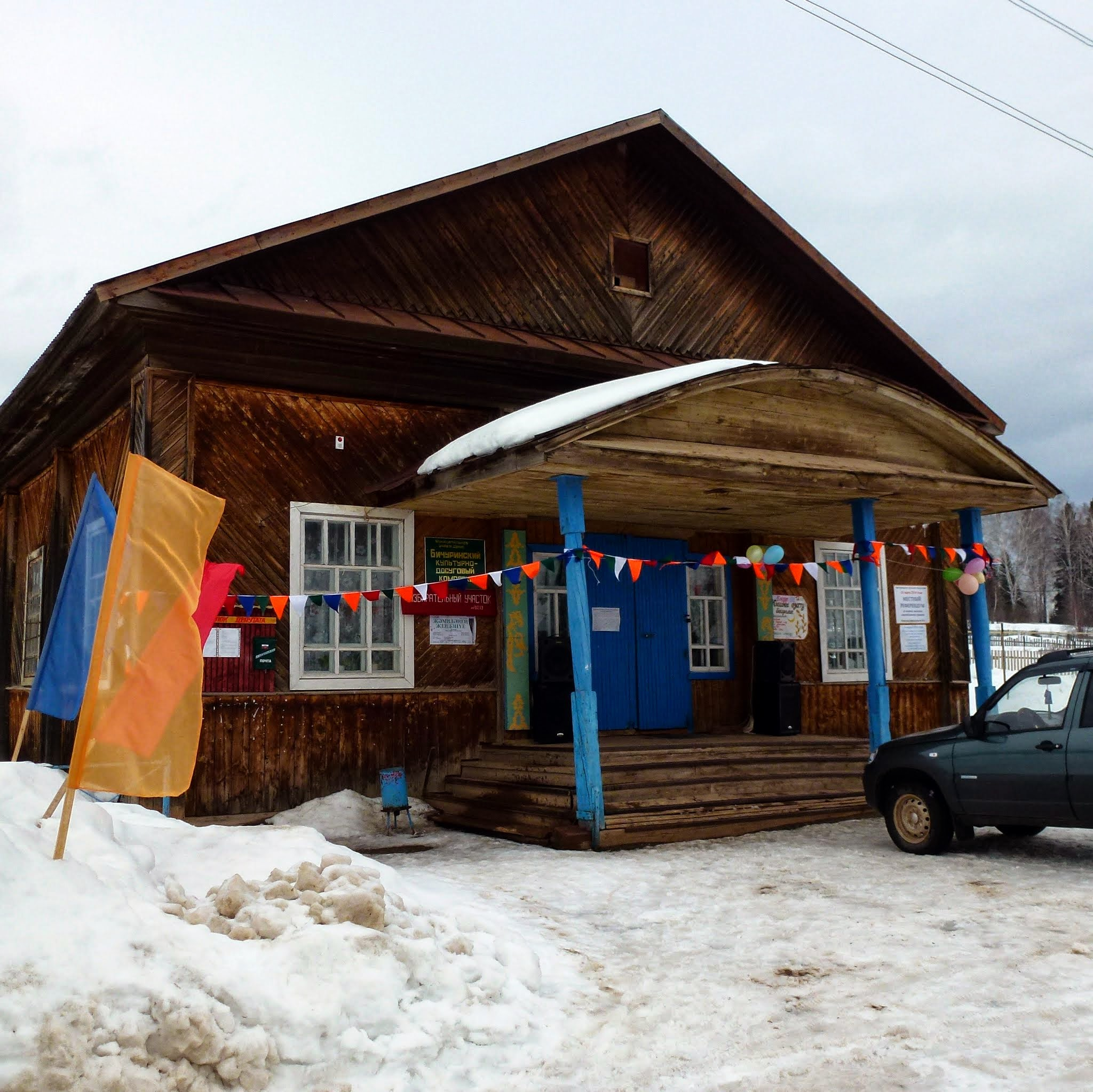
Культурно-досуговый комплекс в Бичурино

## География
Село находится примерно в 13 км к юго-западу от центра села Барда.

## Население
| 1834 | 1926  | 2005  | 2010  | 2021  |
| ---- | ----- | ----- | ----- | ----- |
| 536  | ↗1900 | ↘1339 | ↗1373 | ↘1047 |

По результатам переписи 2010 года 646 мужчин и 727 женщин из 1373 человек.
В 1926 году в селе проживало 1882 башкира и 100 тептярей.